# Конец истории и последний человек
«Конец истории и последний человек» (англ. The End of History and the Last Man) — первая книга американского философа и политолога Фрэнсиса Фукуямы. Была выпущена в 1992 году издательством Free Press. Публикации книги предшествовало появление в журнале The National Interest эссе «Конец истории?» (1989), которое получило широкий резонанс в прессе и научной печати. В книге «Конец истории и последний человек» Фукуяма продолжает линию эссе и утверждает, что распространение в мире либеральной демократии западного образца свидетельствует о конечной точке социокультурной эволюции человечества и формировании окончательной формы правительства. В представлении Фукуямы конец истории, однако, не означает конец событийной истории, но означает конец века идеологических противостояний, глобальных революций и войн, а вместе с ними — конец искусства и философии.
Фукуяма прямо указывает на то, что не является автором концепции «конца истории», а лишь продолжает развитие идей, основа которых была заложена Георгом Гегелем, а затем получивших развитие в работах Карла Маркса и Александра Кожева.
Книга «Конец истории и последний человек», которая в последующие годы была переведена более чем на двадцать языков, подверглась обильной критике как в научной печати, так и в публицистике. Большинство рецензентов указывали на идейную ангажированность автора, крайнюю приверженность идеям либеральной демократии, избирательность в оценке событий и выборе фактов, а также недооценку значимости таких набиравших силу движений, открыто противостоящих распространению либеральной демократии, как исламизм.
Фрэнсис Фукуяма принимал активное участие в полемике, развернувшейся после выпуска книги, последовательно отстаивая свои позиции, но в последующих работах постепенно пересмотрел ранее изложенные взгляды.

## Статья вNational Interest
Конец 1980-х годов был отмечен дестабилизацией второго полюса силы в существовавшем на тот момент биполярном мире. В центральноевропейских странах соцлагеря, сателлитах Советского Союза, на смену тоталитарным, просоветским режимам на волне широких народных движений пришли правительства, ориентирующиеся на демократические ценности. Революционные преобразования в соцлагере и «перестройка» в самом Советском Союзе стали неожиданным сюрпризом для западных интеллектуалов, которые до начала 1980-х годов скептически оценивали шансы США на победу в «холодной войне» и на превращение Америки в мирового гегемона. Такими настроениями, к примеру, были проникнуты работы «После гегемонии» Роберта О. Кеохэйна и «Взлёт и падение великих держав» Пола Кеннеди.
Опубликованная в журнале National Interest летом 1989 года статья Фрэнсиса Фукуямы «Конец истории?» стала не только весомым контрапунктом в полемике о судьбах Америки, но и уверенным, решительным заявлением о том, что идеологическая борьба завершена, и США с их либеральными ценностями в этом противостоянии одержали победу. «Этот триумф Запада, триумф западной идеи, — утверждал Фукуяма, — проявляется прежде всего в полном истощении некогда жизнеспособных альтернатив западному либерализму. … Наблюдаемое ныне — это, возможно, не просто окончание холодной войны или завершение какого-то периода всемирной истории, но конец истории как таковой; иначе говоря, это финальная точка идеологической эволюции человечества и универсализация либеральной демократии Запада как окончательной формы правительства в человеческом обществе».
Статья молодого учёного получила широчайший резонанс. Вскоре за публикацией в National Interest последовали перепечатки в других изданиях, а также ряд аналитических статей и интервью с Фукуямой, которые появились в The New York Times, Houston Chronicle, Time, Harper’s Magazine, Esprit, London Review of Books, The Chronicle of Higher Education, Nature, The Economist, The Professional Geographer, Current History и даже Opera News.
Обещанный издательством шестизначный гонорар за книгу дал возможность Фукуяме на время оставить государственную службу и приступить к написанию работы, которая сразу после выхода в свет обессмертит его имя.

## Основные положения книги
Первая часть книги открывается исследованием исторического пессимизма нашего времени, закономерного результата мировых войн, геноцида и тоталитаризма, характерных для XX века. Обрушившиеся на человечество бедствия подорвали не только присущую XIX веку веру в научный прогресс, который идёт только во благо цивилизации, но и все представления о направленности и непрерывности универсальной истории. Тем не менее, Фукуяма задаётся вопросом, насколько оправдан наш пессимизм, и прослеживает глубокой кризис авторитаризма, характерный для последних десятилетий, и всё более уверенное шествие либеральной демократии: «Человечество приближается к концу тысячелетия, и кризисы-близнецы авторитаризма и социалистического централизованного планирования оставили на ринге соревнования потенциально универсальных идеологий только одного участника: либеральную демократию, учение о личной свободе и суверенитете народа». Её воспринимает всё большее число стран, в то время как её критики не в состоянии предложить последовательную альтернативу. Она превзошла и обескровила всех серьёзных политических противников, дав гарантии, что представляет собой кульминацию в истории человечества. Рассматривая в историческом контексте авторитарные режимы XX века, Фукуяма приходит к выводу, что «…ключевой слабостью, которая в конце концов и обрушила эти сильные государства, была неспособность к легитимности — то есть кризис на уровне идей … Если не считать режима Сомосы в Никарагуа, не было ни одного случая, когда старый режим был бы отстранён от власти вооружённым мятежом или революцией. Перемена режима становилась возможной из-за добровольного решения по крайней мере части деятелей старого режима передать власть демократически избранному правительству. Хотя это добровольное отречение от власти всегда провоцировалось каким-то непосредственным кризисом, в конечном счёте оно становилось возможным из-за набирающего силу мнения, что в современном мире единственный легитимный источник власти — демократия». Именно легитимность, то есть идеологическое обоснование права на существование, по мнению Фукуямы, даёт неисчерпаемый кредит доверия демократии.
Во II и III частях книги Фукуяма даёт два самостоятельных, но дополняющих друг друга очерка универсальной истории, которая, по его мнению, свидетельствует о логическом финале человеческой эволюции с наступлением всеобщей победы либеральной демократии. В первом очерке, подчёркивая всеобщий характер современных естественных и технических наук, автор сосредоточивается на императивах экономического развития. Общество, которое стремится к процветанию или просто защищает свою независимость от технически более развитых государств, вынуждено вступить на тот же путь модернизации. Хотя коммунистическое планирование из центра как будто предлагает альтернативный путь западной индустриализации, эта модель оказалась абсолютно неадекватной в условиях постиндустриальной экономики. Таким образом, в противоположность Марксу, логика экономического развития ведёт к крушению социализма и триумфу капитализма.
Хотя эта экономическая интерпретация позволяет точно описать победу либерализма, Фукуяма предупреждает, что она недостаточна для объяснения движения к либеральной демократии. Он отмечает, что рыночно-ориентированные авторитарные страны Южная Корея, Тайвань, Испания при Франко и Чили при Пиночете добились исключительных экономических успехов, но при этом отступили от политической демократии. Здесь нужно другое объяснение, и Фукуяма находит его, интерпретируя мысль Гегеля в изложении Александра Кожева. Он предполагает, что главная движущая сила истории есть стремление к свободе: «Гегель видел причины прогресса в истории не постепенном развитии разума, но в слепой игре страстей, которые ведут людей к конфликту, революции и войне, — его знаменитая „хитрость разума“». Для Гегеля воплощением человеческой свободы было конституционное государство или, как предполагает Фукуяма, то, что мы назвали либеральной демократией.
По мнению Фукуямы, помимо стремления к свободе другой движущей силой истории является жажда признания. Стремление к тому, чтобы окружающие признали их человеческое достоинство, изначально помогло людям не только преодолеть в себе простое животное начало, но и позволило рисковать своей жизнью в сражениях. В свою очередь, это привело к разделению на господ и рабов. Однако такое аристократическое правление не смогло удовлетворить стремление к признанию как рабов, так и господ. Противоречия, которые порождает борьба за признание, могут быть устранены только с помощью государства, основанного на всеобщем и взаимном признании прав каждого гражданина.
Фукуяма отождествляет жажду признания с платоновским понятием thymes (духовность) и понятием Руссо amour-propre (самолюбие), а также с такими общечеловеческими понятиями, как «самоуважение», «самооценка», «достоинство» и «самоценность». Привлекательность демократии связана не только с процветанием и личной свободой, но и с желанием быть признанным, равным друг другу. Важность этого фактора увеличивается с ходом прогресса и модернизации: «По мере того, как люди становятся богаче, образованнее, космополитичнее, они требуют признания своего статуса». В этом Фукуяма видит объяснение стремления к политической свободе, даже в условиях экономически успешных авторитарных режимов. Жажда к признанию — это «утраченное звено между либеральной экономикой и либеральной политикой».
Хотя главная тема последней части — непрерывный триумф либеральной демократии и её принципов, автор этим не ограничивается. Он не только признаёт тенденцию к утверждению культурной самобытности, но и приходит к выводу, что «либерализм должен добиться успеха помимо своих принципов», а политическая модернизация «требует сохранения чего-то несовременного». Более того, есть вероятность, что, несмотря «на очевидное отсутствие в настоящее время какой-либо альтернативы демократии, некоторые новые авторитарные альтернативы, ранее неизвестные истории, смогут утвердиться в будущем».
Часть V непосредственно посвящена вопросу, действительно ли либеральная демократия полностью удовлетворяет стремление человека к признанию и, таким образом, определённо представляет собой конечный пункт человеческой истории. Хотя, как считает Фукуяма, «либеральная демократия есть наилучшее решение человеческой проблемы», он также приходит к выводу, что ей присущ ряд внутренних «противоречий», из-за которых она может подвергнуться разрушению. Это и трения между свободой и равенством, которые открывают возможности атаки на демократию со стороны левых; они не обеспечивают равного признания меньшинствам и бедным, и длительный путь либеральной демократии, который разрушает религиозные и другие долиберальные воззрения, важные в общественной жизни, от которой она в конечном счёте зависит; и, наконец, неспособность общества, основанного на свободе и равенстве, обеспечить простор для стремления к превосходству. Фукуяма считает, что это последнее противоречие — самое серьёзное из всех. В связи с этим он использует ницшеанское понятие «последнего человека», или постисторического человека толпы, который ни во что не верит и ничего не признаёт, кроме своего комфорта, и который утратил способность испытывать благоговение. Главное опасение у Фукуямы вызывает не этот «последний человек», а то, что либеральная демократия будет разрушена из-за неспособности умерить стремление человека к борьбе. Если либеральная демократия одержит повсеместную победу, то тогда и человек «будет бороться против самой причины. Он будет бороться ради самой борьбы. Другими словами, люди будут бороться просто от скуки, они не представляют себе жизнь в мире без борьбы». В конечном счёте Фукуяма приходит к выводу, что удовлетворение может принести не только либеральная демократия, и поэтому «те, кто остался неудовлетворёнными, всегда смогут возобновить ход истории».

## Созвучие внешнеполитическому курсу США
Как отмечал Тод Линдберг (редактор журнала Policy Review), концепция «конца истории» оказала большое влияние на формирование внешнеполитического курса Джорджа Буша-мл. По выражению профессора Кеннета Андерсона, «Конец истории» фактически стал «каноническим текстом» «молодых» неоконсерваторов, так как был созвучен основной цели их внешней политики — активному продвижению демократии западного стиля и свободного рынка по всему миру.
Президент фонда «Евразия» Чарльз Майнес в статье 1999 года поставил в один ряд «конец истории» и триумф рыночной экономики: «Американская внешняя политика прошлые шесть лет, по существу, была фукуямовской. И правительственные чиновники, и СМИ вслед за ним полагали, что любое правительство, которое не следует единственному пути развития, присоединится к куче пепла истории. С концом коммунизма не стало ни одной концептуальной альтернативы. Кроме того, силы глобальной экономики были непреодолимы. Экономическая реформа принесла политическую реформу. Свободная торговля, рынки и движение капитала демократизировали бы фактически каждую страну в мире».
Сам Фукуяма признавал, что его взгляды и отличия от них политики администрации Буша были  довольно точно изложены исследователем Кеном Джоуиттом, который писал: «Изначально, пусть и в неявной форме, администрация Буша подписалась под тезисом о „конце истории“, гласящим, что „остальной“ мир более или менее естественным путём сделается похожим на Запад вообще и на Соединённые Штаты в частности. События 11 сентября многое изменили. После них администрация Буша пришла к выводу, что исторический прогноз Фукуямы носит чересчур пассивный характер. Фукуяма недостаточно внимателен к рычагам исторических изменений. История, согласно заключениям администрации Буша, нуждается в сознательной организации, лидерстве и направлении. По величайшей иронии, определение администрацией Буша смены режимов как ключевого компонента её антитеррористической политики, соответствующей её стремлению к построению демократического капиталистического мира, привело к возникновению активной „ленинистской“ внешней политики взамен пассивной „марксистской“ социальной телеологии Фукуямы».

## Критика и ответ на критику
Сразу после выхода из печати книга «Конец истории и последний человек» вызвала огромную волну рецензий и ответных публикаций, став одним из самых влиятельных сочинений 90-х годов XX века. «[Фрэнсис Фукуяма] придумал теорию и броскую фразу, которые превратили его в интеллектуальную рок-звезду, — писала журналистка Сара Бакстер. — Статья, напечатанная в маленьком журнале небольшим тиражом, буквально наэлектризовала весь академический мир. Его размышления вылились в книгу, ставшую глобальным бестселлером».
|                                                                                                   |
| Когда я показал набросок статьи своему приятелю-политологу, он сказал: «Тебя неправильно поймут». |

Отмечая причины такой популярности, некоторые исследователи указывали на совпадение места и времени публикации как на основной фактор. «Колоссальный интерес к фукуямовскому эссе имел как политические, так и культурные причины. К числу первых относится „революция“… в Восточной Европе, — писал ведущий научный сотрудник Института философии Российской академии наук, профессор В. С. Малахов. — Стремительное вытеснение марксистско-ленинской идеологии „новым мышлением“ и ещё более стремительный распад социалистического лагеря был шоком, причём для аналитиков не меньшим, чем для простых, не искушённых в политических прогнозах, граждан. В этой ситуации растерянности эссе Фукуямы как бы стянуло на себя политико-идеологический дискурс, предложив и лестную для западного рецензента экспликативную модель, и обладающую солидным суггестивным зарядом метафору, что немало способствовало „интеллектуальному“ освоению случившегося».
Как и в случае со статьёй «Конец истории?», отзывы, поступившие от сторонников самых разных политических воззрений, были в основном резко негативными. Так, американский специалист в области политической теории Джон Дюн назвал «Конец истории» «детским произведением», написанным в «худших традициях студенческих семестровых работ». Фукуяма трижды выступал с ответом на критику: первый раз — в ответ на критику статьи в National Interest, второй и третий — по случаю пятилетней и десятилетней годовщины со времени выхода статьи. В ответных рецензиях он указывал на то, что в большинстве случаев негативная реакция вызвана или невнимательным прочтением книги, или непониманием того, что в ней изложено.

### Наступил ли триумф демократии?
В книге «Призраки Маркса» французский философ Жак Деррида обратил внимание, что Фукуяма провозглашает уже свершившийся «конец истории», наступивший с победой идеи либеральной демократии, которая не имеет, в его представлении, равнозначных альтернатив, и вместе с тем откровенно игнорирует факты, свидетельствующие о том, что либеральная демократия в своей идеальной предельной форме нигде в мире не существует, то есть это достижение будущего или, что куда более вероятно, недостижимый идеал. Деррида пишет: «Поскольку Фукуяма оставил без внимания то, каким образом следует мыслить событие, он беспорядочно колеблется между двумя несовместимыми способами рассуждения. Хотя Фукуяма верит в то, что либеральная демократия уже безусловно осуществилась (это и есть „важная истина“), это ему нисколько не мешает противопоставлять идеальность такого либерально-политического идеала огромному количеству свидетельств, показывающих, что ни США, ни Европейское сообщество отнюдь не достигли стадии совершенного, универсального государства или либеральной демократии и, так сказать, даже близко к нему не приближались».
В статье «Reflections on the End of History, Five Years Later» Фукуяма пояснил свои позиции по этому и сопряжённым вопросам. Он указал на то, что критики часто смешивали эмпирические и номинативные положения в его книге. Провозглашение «конца истории» является номинативным, но не эмпирическим: оно означает не то, что «конец истории» — это свершившийся факт, что наступил конец войнам, голоду, этническим и религиозным конфликтам; а то, что в плане идей и теорий нет больше жизнеспособных альтернатив либеральной демократии. «Наиболее расхожим ложным толкованием моих аргументов является утверждение, что „конец истории“ это эмпирическое положение, описывающее современную ситуацию в мире, — писал американский политолог. — Эти критики полагают, будто я заявил, что больше не будет войны, борьбы, конфликтов, и их критика приобретает форму: „Как мы можем увидеть, история не закончилась, потому что X случилось“, где X это всё, что рассматривается как нечто плохое: война в Персидском заливе, Югославские войны, голод в Сомали, переворот в Москве, и дальше по списку. … [„Конец истории“] это не то, что уже есть, а то, что должно быть».

### Игнорирование исламского мира
Уже в самой книге Фукуяма однозначно указал на причины, по которым ислам не сможет составить конкуренцию либеральной демократии: «Несмотря на мощь, продемонстрированную исламом в его теперешнем возрождении, остаётся фактом, что эта религия практически не пользуется авторитетом за пределами стран традиционной исламской культуры. Времена культурных завоеваний ислама, похоже, прошли: он может вернуть на свою сторону отпавших приверженцев, но вряд ли найдёт отклик у молодых людей в Берлине, Токио или Москве. И хотя около миллиарда человек — одна пятая населения Земли — принадлежит к исламской культуре, бросить вызов либеральной демократии на её собственной территории на уровне идей ислам не может». Более того, «за последние полтора столетия либерализм привлёк на свою сторону многочисленных и обладающих властью приверженцев ислама».
Несмотря на заявления критиков, которые утверждали, что в книге игнорируется исламский фактор, и то, что события 11 сентября в Нью-Йорке, казалось бы, опровергли его слова о «конце истории», Фукуяма продолжал придерживаться ранее выдвинутой идеи, настаивая на том, что исламский фундаментализм не может послужить вызовом либеральной демократии в долгосрочной перспективе. По мнению политолога, исламский вызов оказывается не сильнее социалистического: «Сменит ли конфликт между западными либеральными демократиями и радикальным исламизмом мир Холодной войны? На сегодняшний момент моё собственное наблюдение заключается в том, что вызов радикального ислама намного слабее вызова, брошенного социализмом». Помимо того, что ислам не имеет никакой поддержки за пределами своего культурного ареала, он неизменно влечёт за собой шлейф экономических кризисов: «В политике исламизм каждый раз терпел поражение, когда приходил к власти: в Иране, в Афганистане, в Саудовской Аравии исламизм показал свою неспособность привести страну к процветанию, всякий раз зарождалась сильная оппозиция. <…> Люди хотят жить скорее в богатом обществе, чем в бедном, как показывают миллионы — те, кто „голосуют ногами“, эмигрируя каждый год в Европу, США или Японию».

### Игнорирование исторического материализма и противоречий капитализма
Многие исследователи отмечали, что Фукуяма говорит о триумфе демократии и капитализма, забывая при этом, что они не способны предоставить равные возможности и равные права для всех граждан. В частности, на это указывал норвежский антрополог Эриксен, Томас Хюлланд, который в рецензии на книгу писал следующее: «Величайшая сила Фукуямы одновременно является и его величайшей слабостью. Он достигает зенита, когда говорит о появлении консенсуса мировой элиты по тем или иным политическим или экономическим вопросам, и больше всего вызывает раздражение, когда он снова и снова самым нелепым образом упускает из виду тот факт, что ни либеральная демократия, ни капиталистический способ производства не способны обеспечить равные права и равные возможности для большинства людей». Спустя практически два десятилетия с критикой того же порядка выступил и американский философ Том Рокмор. В своей книге «Before and After 9/11» он отмечал: «Его книга была написана до экономического кризиса, который начался в конце 2008 года. Было бы интересно посмотреть, как теперь он выступит в защиту своего тезиса, что свободный рынок — это благо для большей части человечества, если учесть, что благодаря кризису обогатилась лишь горстка привилегированных людей. <…> Фукуяма, полагающий, что лучший способ оказаться полезным другому — это забыть о нём и заниматься своими делами, похоже, искренне считает, что просвещённый эгоизм вкупе с лёгким пренебрежением к другому есть лучшее, что я могу сделать для окружающих меня людей. При том, что нет никакого резона полагать (и сам Фукуяма даже не пытается таковой отыскать), будто экономика [сама по себе] ведёт или возможно приведёт в будущем к взаимному признанию между людьми».
Британский историк Перри Андерсон, один из видных представителей западного марксизма, указывал на то, что, обращаясь к идеалистическому наследию Гегеля, Фукуяма игнорирует Маркса и исторический материализм, а вместе с ними и классовую борьбу, которая никуда не исчезает в капиталистическом обществе, где капиталисты эксплуатируют рабочих. На планете капиталистическое процветание немногих основано на нищете большинства. Разница между США и Индией — уровень жизни в первом выше на 70 позиций. Это олигархический капитализм, который порождает ядерное противостояние, которое не удержишь в малом кругу, потоки эмиграции в развитые страны, голод, бедность, разрушение экологии. Таким образом, по мнению Андерсона, говорить о «конце истории» не представляется возможным.

### Неверное толкование классических философов
Исследователи и специалисты в различных областях философии обращали внимание на разного рода ошибки, допущенные в толковании идей Гегеля и Маркса, к которым Фукуяма апеллировал в книге.
Канадская исследовательница Шадия Друри отмечала, что невозможно «[примирить между собой] платоновский объективизм и интерсубъективную концепцию признания». По мнению Друри, автор книги привлёк Платона с той целью, чтобы избежать неловкости, связанной с тем, что сам Гегель никогда не говорил о том, что история конечна, даже в том понимании, которое вкладывает в это понятие Фукуяма. Философ Джон О’Нейл также выступил с позиций защиты гегельянства, утверждая, что сам Гегель отрицал возможность достижения признания в условиях индивидуализированной рыночной экономики.
На неверное толкование Гегеля указывал и Перри Андерсон. Британский историк отмечал, что Фукуяма, прочитав Гегеля, не смог проникнуть в суть его работ. Гегель никогда не провозглашал «конец истории» и не был сторонником буржуазной демократии, полагая, что подобный строй ведёт к раздроблению общества на «атомарных» индивидов, каждый из которых преследует свои интересы. Идеал Гегеля — конституционная монархия, где каждый единичный человек связан с государством посредством профессиональных корпораций. В обществе есть бедность, и единственный из неё выход — колониальные войны.
Самопознание Абсолютного Духа, которое в какой-то момент становится полным, есть результат мировой истории, но не её конец. В немецком языке это разные понятия; их смешение, которое и привело к неверному толкованию Гегеля, возникает при переводе на английский. Поскольку сам Гегель никогда не говорил о «конце истории», эта идея принадлежит не ему, а Александру Кожеву. Ему же принадлежит и идея «борьбы за признание», которая оказала столь значительное влияние на Фукуяму. По мнению Кожева, смысл истории заключается в борьбе за признание. Если признание получено, дальше история останавливается, так как больше бороться не за что. Если признание невозможно, под угрозой наказания, история тоже останавливается, так как народ переключается на мелкие удовольствия и тоже счастлив по-своему. Андерсон также обращает внимание на интересный факт: в том же 1989 году практически одновременно с выходом статьи Фукуямы в Германии из печати вышла книга немецкого историка Лютца Нитхаммера «Постистория. Подошла ли история к концу?», в которой всё также с ссылкой на Гегеля-Кожева обосновывалась конечность человеческой истории, только лишь в философском разрезе.
Российский историк-марксист Ю. И. Семёнов опроверг утверждение Фукуямы о том, что идею «конца истории» до него выдвигали Маркс и Гегель: «Здесь у автора то же самое, что мы наблюдали у него в случае со ссылкой на М. Вебера. О последнем он знал понаслышке. Таков же характер его знакомства и с К. Марксом. Основоположник марксизма никогда не считал и не писал, что с победой коммунизма наступит конец человеческой истории. Наоборот, К. Маркс утверждал, что с этого момента только и начнётся подлинная история человечества. Всё, что было до этого, — это лишь предыстория человеческого общества».

## Эволюция взглядов Фукуямы
После событий начала XXI века, в частности терактов 11 сентября, теория Фукуямы оказалась «морально устаревшей» и «наивной», а сам автор, по выражению Владислава Иноземцева, оказался в роли «проштрафившейся Кассандры». Как выразился автор передовицы в Times, «история возобновила своё движение, предоставив Фрэнсису Фукуяме, пророчившему её конец, плестись у себя в хвосте».
Впрочем, новые политические реалии оказались не в силах переубедить учёного. В своих работах он продолжал отстаивать прежние позиции. Так, в статье, написанной вскоре после 11 сентября в Australian, он утверждал: «Я полагаю, что в конце концов останусь прав: современность — мощный грузовой поезд, который не спустишь под откос недавними событиями, какими бы болезненными и беспрецедентными они ни были <…>.  Мы остаёмся в конце истории, потому что остаётся только одна система, которая продолжает доминировать в мировой политике, — система либерально-демократического Запада». В 2006 году в интервью газете «Коммерсантъ» Фукуяма так ответил на вопрос о возможных альтернативах западной модели: «Речь шла о теории модернизации: рано или поздно модернизационный процесс приведёт к сближению ключевых параметров общественных институтов в разных странах, а буржуазная демократия остаётся единственной жизнеспособной системой. Я предположил, что не будет „исламской современности“, „западной современности“, „китайской современности“. Мне кажется, что это утверждение и сейчас не утратило актуальности. Пожалуй, только Китай имеет хоть какие-то шансы сформулировать свою модель современности, но и здесь по мере того, как китайское общество становится всё более богатым, нарастает давление в пользу открытости, плюрализма».
Однако последующие публикации Фукуямы указывают на то, что учёный пересмотрел некоторые свои позиции: он отказался от идеи «жажды признания» как движущей силы истории и стал рассматривать либеральную демократию как побочный эффект модернизации. Так, в книге «Америка на распутье» (2006) американский политолог заявил: «Многие читатели восприняли мою книгу „Конец истории и последний человек“ как попытку обосновать первый подход: что у всех людей в мире существует тяга к свободе, которая неизбежно приведёт их к либеральной демократии, и мы живём в век ускоряющегося транснационального движения к либеральной демократии. Это неверное прочтение. „Конец истории и последний человек“ — это разговор о модернизации. Изначально универсально не устремление к либеральной демократии, а желание жить в современном обществе, с его технологиями, высокими жизненными стандартами, здравоохранением и доступом к окружающему миру. Экономическая модернизация, если она проходит успешно, как правило, требует участия в политической жизни, а значит, создания среднего класса, имеющего собственность, которую нужно охранять, высокого уровня образования и большей требовательности граждан к признанию их индивидуальности. Либеральная демократия — один из побочных продуктов процесса модернизации и становится предметом всеобщих устремлений только в ходе истории». Таким образом, Фукуяма уже не говорит об изначально присущей человеку жажде признания как о движущей силе истории, что, по мнению Перри Андерсона, является выхолащиванием главной идеи «Конца истории». В книге «Наше постчеловеческое будущее» американский учёный пишет: «Гегель считал, что борьба за признание есть чисто человеческое явление — даже в каком-то смысле центральное, определяющее суть человека. Но в этом он ошибся: под человеческой жаждой признания кроется биологическая основа, которая наблюдается у многих других видов животных».
С 2004 года Фукуяма начал разрабатывать проблему «сильных» и «слабых» государств. В ходе модернизации именно сильные государства оказываются в состоянии следить за соблюдением закона, бороться с коррупцией, контролировать экономику. Именно в результате «слабости государств», которые не смогли преодолеть фрустрацию общества на этапе модернизации, возникли такие явления, как исламский радикализм. Во введении к этой книге политолог утверждает, что «слабые, некомпетентные или несуществующие правительства являются источником серьёзных проблем, особенно в развивающемся мире». Слабость или отсутствие государственности тянут за собой вереницу проблем: терроризм, иммиграцию, крайнюю бедность, СПИД и пр. Проблема «слабых» государств существует давно, но только события 11 сентября обнажили необходимость её решения. Учёный, который в 1990-е годы был активным сторонником минимальной роли государства в жизни общества (в особенности в экономике), теперь пересмотрел свои взгляды и в одной из работ отметил, что Западу нечему учить авторитарный Китай. Именно успешный экономический подъём этой страны позволил учёным говорить о «конце конца истории». Сам Фукуяма в апреле 2011 года во время презентации новой книги «The Origins of Political Order» на вопрос из аудитории о том, сможет ли китайская модель развития составить конкуренцию западной, ответил: «Да, но я бы поставил деньги на либеральную демократию».
В книге «Америка на распутье», увидившей свет после начала войны в Ираке, политолог резко отмежевался от политики неоконсерваторов, с которыми был связан с самого начала своей научной карьеры. Такой поворот был тем более удивителен, если учесть, что его «Конец истории» стал манифестом внешней политики администрации Буша, а сам Фукуяма активно выступал за свержение режима Саддама Хусейна.
В своей рецензии на обе книги («Конец истории» и «Америка на распутье»), вышедшей под заголовком «Два Фукуямы», британский политолог Анатоль Ливен отмечал: «Как мыслитель в области истории, культуры и обществознания Фукуяма выделяется не только остротой и глубиной [мысли], но зачастую и тем, что Пол Берман в своём обзоре для New York Times охарактеризовал как игривость. Он любит подбрасывать в воздух противоречивые идеи и конкурирующие школы мысли и жонглировать ими. И даже если в результате зачастую получается ужасная путаница, то сам процесс мышления этого автора увлекает и стимулирует воображение».

## Рецензии на книгу
- Baur M. Review // The Review of Metaphysics. — 1994. — Vol. 48, № 1. — P. 135—137. — JSTOR 20129636.
- Binder G. Post-Totalitarian Politics // Michigan Law Review. — 1993. — Vol. 91, № 6. — P. 1491—1528. — JSTOR 1289773.
- Drury Sh. The end of history and the new world order // International Journal. — 1992/93. — № 48. — P. 95.
- Dunn J. In the glare of recognition // The Times Literary Supplement. — 1992. — 24 April. — P. 6.
- Eriksen T. H. Review: he End of History and the Last Man // Journal of Peace Research. — 1992. — Vol. 29, № 4. — P. 472—473. — JSTOR 425547.
- Fritzsche P. Review // The American Historical Review. — 1992. — Vol. 97, № 3. — P. 817—819. — JSTOR 2164782.
- Hage G., Hollingsworth R. The End of History, or a New Crisis? // Contemporary Sociology. — 1993. — Vol. 22, № 2. — P. 199—202. — JSTOR 2075746.
- Hall J. A. Review // American Journal of Sociology. — 1993. — Vol. 98, № 6. — P. 1523—1524. — JSTOR 2781859.
- Munroe T. The Midst, Not The End of History // Social and Economic Studies. — 1993. — Vol. 42, № 4. — P. 241—262. — JSTOR 27865927.
- Roth M. S. Review // History and Theory. — 1993. — Vol. 32, № 2. — P. 188—196. — JSTOR 2505352.
- Tanzi H. J. Review (исп.) // Revista de Historia de América. — 1992. — No 114. — P. 141—145. — JSTOR 20139834.